# José Aparecido dos Santos
José Aparecido dos Santos, (nacido el 15 de noviembre de 1946 en Sao Paulo, Brasil) fue un jugador brasileño de baloncesto.